# Gibbulinopsis pupula
Espèce
Synonymes
- Costigo borbonica (H. Adams, 1868)[2]
- Pupa pupula Deshayes, 1863[2]
- Pupilla pupula Deshayes, 1863[2]
- Vertigo (Alaea) borbonica H. Adams, 1868[2]

Statut de conservation UICN

 LC  : Préoccupation mineure
Gibbulinopsis pupula est une espèce de mollusques gastéropodes terrestres de la famille des pupillidés. Cette espèce est endémique de La Réunion.